# Йодантипирин
Йодантипирин — препарат, ранее использовавшийся в исследованиях в качестве изотопной метки для исследования жидкостей организма. В настоящее время в России активно продвигается в качестве противовоспалительного и противовирусного средства.

## Химическое происхождение препарата
В настоящий момент известны два разных по действию препарата, основным действующим веществом которых является йодантипирин (Iodophenazone = 1-фенил-2,3-диметил-4-иод-пиразолон)
Йодантипирин (14C11H11131IN2O) радиоизотопный
Препарат для радиоизотопной диагностики, синтезированный с использованием нестабильных атомов иода (изотопы, 131I с периодом полураспада 8,02 дня,, а также углерода 14C.
По поводу йода и радиоактивности препарата:
В качестве источника йода, для производства активной субстанции йодантиприн используется калия иодид, который содержит стабильный изотоп йода с массовым числом 127 (127I), не обладающий радиоактивными свойствами.
Препарат йодантипирин, который применялся ранее в качестве радиоактивной метки и содержал в своем составе радиоактивный изотоп йода с массовым числом 125 (125I), в настоящее время не производится и не зарегистрирован в России.
Йодантипирин (C11H11IN2O) противовирусный
Препарат для лечения и профилактики клещевого энцефалита, относящийся к группе нестероидных противовоспалительных средств, производных пиразола. Предшественником препарата является антипирин, из которого синтезирован 4-йодантипирин путем замещения подвижного атома водорода в 4 положении пиразолона на атом йода. Йод связан с атомом углерода прочной ковалентной связью. Для препаратов группы пиразола характерно противовоспалительный, жаропонижающий и болеутоляющий виды действия.

## Фармакокинетика
Всасывание. Йодантипирин быстро всасывается из желудочно-кишечного тракта.

Биодоступность. Достигает 80 % при приеме внутрь.

Распределение. Имеет высокое сродство к тканевым белкам при терапевтической дозе быстро проходит из альбумина плазмы крови с максимальной концентрацией в тканях через 10-12 часов. Связывание с белками крови составляет 25 %.

Метаболизм (Биотрансформация). Как производное пиразолона йодантипирин достаточно быстро гидролизуется в желудочном соке с образованием метаболитов.

Элиминация. Экскреция с мочой через почки путем активного транспорта в почечные канальцы: 3-5 % в неизменном виде, 80-90 % - неактивные метаболиты. Период полувыведения - около 6 часов.

В представляемых материалах отсутствуют данные о влиянии различных факторов (пол, возраст и т.п.) на фармакокинетические параметры йодантипирина.
6.

## Применение в качестве противовирусного препарата
В СССР йодантипирин был предложен к применению в качестве противовирусного препарата. Первый отчёт по противовирусной активности йодантипирина и других соединений пиразолона на доклиническом этапе исследований был опубликован А. С. Саратиковым (ныне почётный заведующий кафедрой фармакологии СибГМУ г. Томск) и др. в 1973 г. Однако к клиническим испытаниям препарата Йодантипирин для лечения клещевого энцефалита приступили только в конце 90-х прошлого века в этом же университете (г. Томск), группой ученых под руководством профессора А. В. Лепехина.
Производители средства утверждают, что оно обладает противовоспалительным, иммуностимулирующим и интерфероногенным действием. Сотрудники клинической инфекционной больницы № 4 г. Уфы на сайте этой организации заявляют, что проводили испытания йодантипирина против геморрагической лихорадки с почечным синдромом. 
Йодантипирин не проходил полноценных клинических испытаний, за пределами Российской Федерации не сертифицирован. Имеющиеся публикации не соответствуют стандартам доказательной медицины и не позволяют сделать вывод об эффективности йодантипирина при лечении клещевого энцефалита.
Однако длительные наблюдения показали высокую эффективность Йодантипирина в профилактике клещевого энцефалита.  
Применение Йодантипирина - оригинального противовирусного препарата, рекомендованного Минздравом России, оказывающего при профилактике КВЭ противовоспалительное, иммуномодулирующее и интерферон-индуцирующее действие, как в предшествующих исследованиях [13-16], при постэкспозиционном применении продемонстрировало бо́льшую эффективность, чем использование специфического иммуноглобулина

## Побочные действия
Йодантипирин радиоизотопный
Используемый в препарате изотоп Йода имеет короткий эффективный период полураспада, что обусловливает незначительную лучевую нагрузку на организм обследуемого.[2]
Йодантипирин противовирусный
Препарат малотоксичен, достаточно хорошо переносится. В отдельных случаях возможны диспепсические явления, кожная сыпь, зуд, ангионевротический отек и др. аллергические реакции. При прекращении приема препарата данные явления исчезают.

## Противопоказания
Йодантипирин противопоказан лицам до 14 лет, во время беременности и лактации, при гиперфункции щитовидной железы, а также при нарушении функции печени или почек.